# Esko Rekola
Esko Johannes Rekola (né le 10 juin 1919 à Tampere – mort le 7 octobre 2014 à Tampere) est un juriste et plusieurs fois ministre de Finlande,.

## Ouvrages
- Kunnallisverotuksen pääpiirteet. Lakimiessarja B, numéro 73. Porvoo: WSOY, 1955.
- Viran puolesta. Porvoo: WSOY, 1998.  (ISBN 951-0-22965-2).